# EC Santo André
Der Esporte Clube Santo André ist ein Fußballverein aus Santo André, einer im Industriegürtel im Süden der brasilianischen Metropole São Paulo, ca. 18 km von deren Zentrum gelegenen Stadt. Die Farben des 1967 gegründeten Vereines sind Grün, Gelb und Weiß. Sant André – auch Ramalhão genannt, nach seinem brasilienüblichen Maskottchen João Ramalho, einer Gleichgestalt des Stadtgründers (1493–1580) – gewann 2004 überraschend den Pokal von Brasilien. Mit dem Aufstieg in die Série A wurde er 2009 zum zweiten Mal nach 1984 erstklassig. Aktuell spielt Santo André in der Campeonato Paulista A1.
Der Hauptrivale ist der Nachbarschaftsverein und vormalige Libertadores-Finalist AD São Caetano, mit denen man sich das San-São-Duell liefert.

## Geschichte
Der Verein wurde 1967 von Interessengruppen, die gute Entwicklungsmöglichkeiten für den professionellen Fußballsport in Santo André sahen, als Santo André FC gegründet. Es zählt zur Vereinslegende, dass der Gründungsbeschluss nach Stromausfall in einer regnerischen Nacht bei Kerzenschein gefasst wurde.
Der Spielbetrieb wurde am 20. Januar 1968 aufgenommen. Im März 1975 wurde der Verein zum heutigen EC Santo André umbenannt. Dabei wurden auch die einstigen grün-gelben Trikots durch die blau-weißen ersetzt, die heute noch im Einsatz sind.
1984 konnte sich Santo André durch die Leistungen in der Staatsmeisterschaft von São Paulo für die Teilnahme am nationalen Meisterschaftswettbewerb qualifizieren und erreichte dort einen guten 10. Platz.
Dies blieb der größte Erfolg in der Vereinsgeschichte bis 2004. In jenem Jahr drang Santo André, nachdem es unter anderem prominente Vereine wie Atlético Mineiro und SE Palmeiras ausgeschaltet hatte, bis in das Finale des brasilianischen Pokals vor. Im Heimspiel gegen die Spitzenmannschaft CR Flamengo aus Rio de Janeiro, das man aus Kapazitätsgründen in das Stadion von Palmeiras nach São Paulo verlegte, fiel sieben Minuten vor Schluss noch der Ausgleich zum 2:2. Im Rückspiel, das im Maracanã vor über 70.000 Zusehern stattfand, gewann Santo André sensationell mit 2:0.
Santo André war damit für den Südamerikapokal, die Copa Libertadores qualifiziert, schied dort aber bereits in der Gruppenphase knapp gegen Cerro Porteño aus der paraguayischen Hauptstadt Asunción und den FC São Paulo aus.
Zum Ende der Saison 2008 belegte Santo André den zweiten Platz in der brasilianischen zweiten Liga, der Série B und stieg damit erstmals in die erste Liga, die in ihrer heutigen Form 2003 geschaffene Série A, auf. Als Achtzehnter stieg der Verein jedoch sofort wieder ab. Im nächsten Jahr belegte Santo André auch in der Série B den gleichen Platz und musste den Gang in die Série C antreten. 2011 erfolgte dann der Abstieg aus der Série A1 der Staatsmeisterschaft. In der Saison 2012 wurde der Klub dann in der Gruppe B der Série C von zehn Mannschaften Neunter und stieg in die Série D ab. Seit 2014 spielte der Club dann nicht mehr auf nationaler Ebene.

## Stadion
Der EC Santo André trägt seine Heimspiele im nach dem seinerzeitigen Bürgermeister benannten städtischen Estádio Municipal Bruno José Daniel aus.
Das Stadion wurde am 15. November 1969 mit der Troféu Brasil de Atletismo, einem nationalen Leichtathletikwettbewerb, eröffnet. Das erste Fußballspiel fand am 14. Dezember 1969 statt. Der seinerzeitige brasilianische Meister Palmeiras aus São Paulo wurde zu diesem Zweck eingeladen. Der Spieler Halner eröffnete den Torreigen für die Gäste, die sich mit einem 4:0-Sieg von den Feierlichkeiten verabschiedeten.
Das Stadion fasst derzeit 18.000 Plätze, ist aber aus Sicherheitsgründen auf 15.157 limitiert. Am 3. Juni 1979 wurde ein noch heute bestehender Rekord aufgestellt als 21.000 Zuseher einen 2:1-Erfolg von Santo André gegen Corinthians aus São Paulo verfolgten.

## Erfolge
- Copa do Brasil: 2004
- Staatspokal von São Paulo: 2003, 2014

## Ehemalige Spieler
- Hernanes